# Moor Monkton
Moor Monkton – wieś w Anglii, w hrabstwie North Yorkshire, w dystrykcie (unitary authority) North Yorkshire. Leży 11 km na północny zachód od miasta York i 287 km na północ od Londynu.